# Ель-Хоха

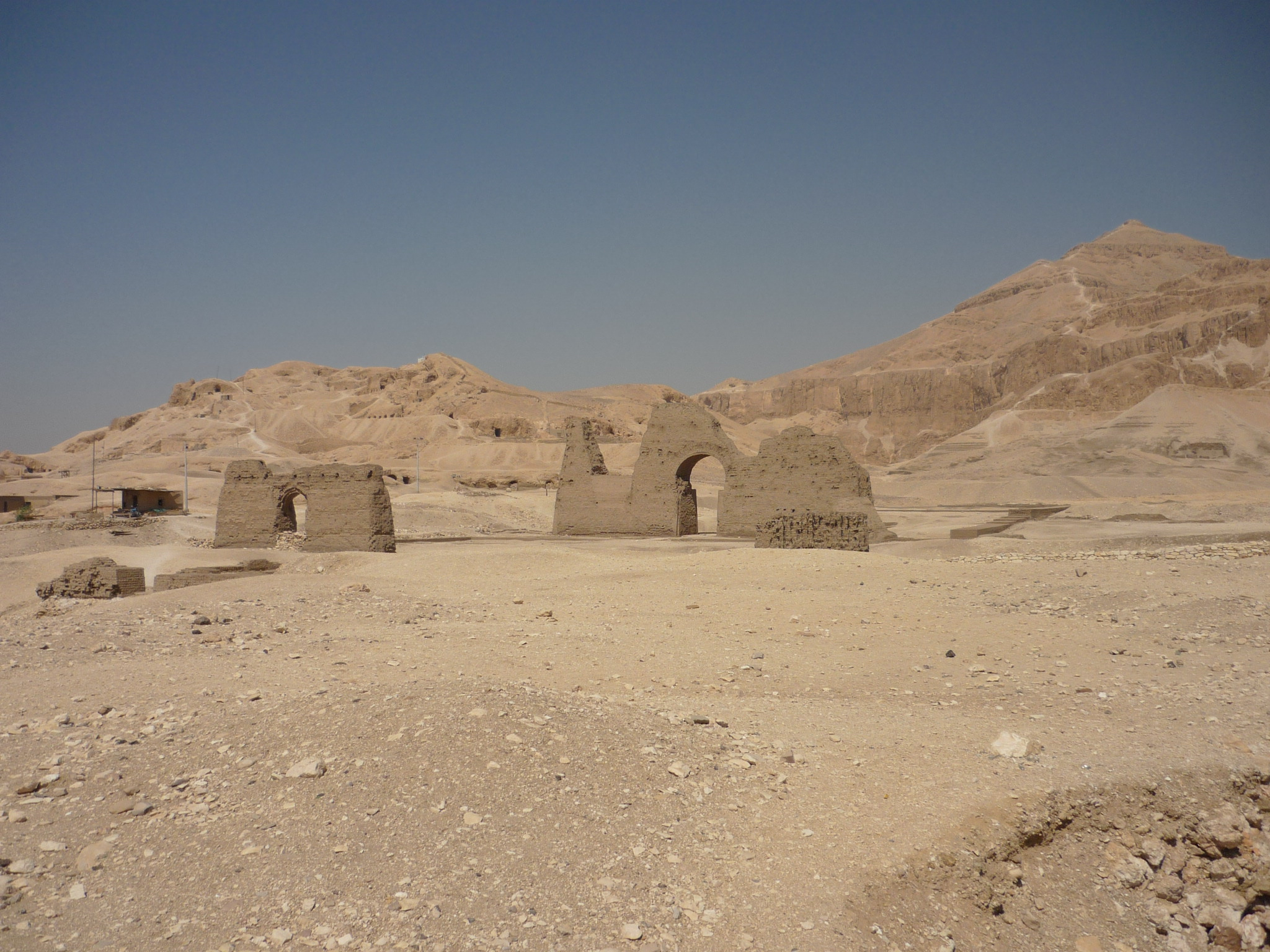
Некрополь Ель-Хоха, Фіви

Ель-Хоха (араб. الخوخه — «пагорб бджолиних сот») — некрополь, розташований на південь від некрополя Ель-Ассасіф. У другій половині періоду правління фараонів XVIII династії тут побудовані гробниці багатьох високопоставлених осіб Єгипту, таких як Пуімре — «другий жрець» Амона при Тутмосі III, Іпукі — скульптор часів Аменхотепа III, Усерхета — начальник гарему Аменхотепа III.
У некрополі є 5 гробниць Стародавнього Царства і більше 50 поховань часів 18-ї, 19-ї і 20-ї династій, а також першого перехідного періоду.

## Поховання
- ТТ39 — Пуімре, Другий Пророк Амона в правління Тутмоса III і Хатшепсут
- ТТ48 — Аменемхет, або Сурер, Генеральний управитель часів Аменхотепа III
- ТТ49 — Неферхотепа, Головний Писар Амона за часів 19-ї династії.
- ТТ172 — Ментіуві, дворецький фараона, за часів Тутмоса III і Аменхотепа II.
- ТТ173 — Хай, Писар божественних підношень богам Фів за часів 19-ї династії.
- ТТ174 — Ашакхет жрець Мут; 20-а династія
- ТТ175 — Невідомий; 18-а династія
- ТТ176 — Усерхета, Служитель Амона; 18-а династія
- ТТ177 — Аменемопе, Писар істини в Рамессеумі в палаці Амона, часів Рамзеса II